# Kownaty (województwo podlaskie)
Kownaty – wieś w Polsce, położona w województwie podlaskim, w powiecie łomżyńskim, w gminie Piątnica.
Przez wieś przepływa niewielka rzeka Łojewek, dopływ Narwi.

## Integralne części wsi
| SIMC    | Nazwa           | Rodzaj  |
| ------- | --------------- | ------- |
| 0403710 | Kownaty-Kolonia | kolonia |

Wierni kościoła rzymskokatolickiego należą do parafii św. Stanisława Biskupa i Męczennika w Dobrzyjałowie.

## Historia
Powstała w 1426 po nadaniu przez Kazimierza II 120 łanów miary chełmińskiej ziemi trzem braciom: Ninogniewowi, Pawłowi i Tomaszowi – dziedzicom herbu Prawdzic oraz zwolnienie od kar. Ziemie te określone były jako leżące obok znacznej rzeki (Jury, obecnie Łojewek), której sami mogli nadać nazwę. Po nadaniu tym powstały dwie wsie: Kownaty-Gradzanowo i Krzewo-Gradzanowo w ziemi wiskiej. Nazwy nawiązywały do Gradzanowa w pow. Raciąż, należącego również do Łaszewskich-Kryskich. Karczmarze mieszkający w granicach wzmiankowanej miejscowości mogli teraz wyruszać do Prus za bydłem i innymi towarami z pieczęcią braci i powracać bez uiszczenia opłaty w pieprzu ani żadnej innej.
W 1449 Ninogniew kupuje od braci Kownaty, które później za 430 kop groszy sprzedaje Maciejowi z Konopk, co w 1482 r. potwierdza Janusz II. Jego następcy przyjmują nazwiska od wsi w których się osiedlili, tj. Grodzanowscy i Kownaccy herbu Suche Kownaty.
Dawniej prywatna wieś szlachecka położona była w drugiej połowie XVI wieku w powiecie wiskim ziemi wiskiej województwa mazowieckiego.
W latach 1921–1939 wieś i folwark leżały w województwie białostockim, w powiecie łomżyńskim, w gminie Drozdowo.
Według Powszechnego Spisu Ludności z 1921 roku zamieszkiwało:
- wieś – 303 osoby, 290 było wyznania rzymskokatolickiego, 1 greckokatolickiego a 12 mojżeszowego. Jednocześnie 291 mieszkańców zadeklarowało polską przynależność narodową a 12 żydowską. Było tu 51 budynków mieszkalnych.
- folwark – 119 osób w 5 budynkach mieszkalnych[8].

Miejscowości należały do parafii rzymskokatolickiej w Dobrzyjałowie. Podlegała pod Sąd Grodzki i Okręgowy w Łomży; właściwy urząd pocztowy mieścił się w Łomży.
Posiadłość ziemską miał tu Bolesław Bolechowski (192 mórg).
W wyniku napaści ZSRR na Polskę we wrześniu 1939 miejscowość znalazła się pod okupacją sowiecką. Od czerwca 1941 roku pod okupacją niemiecką. Od 22 lipca 1941 do 1945 włączona w skład Landkreis Lomscha, Bezirk Bialystok III Rzeszy.
Do 1954 roku miejscowość należała do gminy Drozdowo. Z dniem 18 sierpnia 1945 roku została wyłączona z woj. warszawskiego i przyłączona z powrotem do woj. białostockiego. W latach 1975–1998 miejscowość administracyjnie należała do województwa łomżyńskiego.